# اچ‌دی ۲۲۲۵۸۲
اچ‌دی ۲۲۲۵۸۲ یک ستاره است که در صورت فلکی دلو قرار دارد.